# Osmia mirhiji
Osmia mirhiji är en biart som beskrevs av Mavromoustakis 1957. Osmia mirhiji ingår i släktet murarbin, och familjen buksamlarbin. Inga underarter finns listade i Catalogue of Life.